# Rayan Cherki
Mathis Rayan Cherki (Lyon, Auvernia-Ródano-Alpes, 17 de agosto de 2003) es un futbolista francés de ascendencia argelina que juega como centrocampista en el Manchester City F. C. de la Premier League.

## Trayectoria
Tras formarse en las filas inferiores del AS Saint-Priest y posteriormente del Olympique de Lyon desde los siete años, finalmente en 2019 ascendió al primer equipo, haciendo su debut el 19 de octubre en un encuentro de la Ligue 1 contra el Dijon FCO tras sustituir a Maxwel Cornet en el minuto 83, finalizando el encuentro con un resultado de empate a cero. El 19 de agosto de 2020 se convirtió en el debutante más joven en una semifinal en la historia de la Liga de Campeones de la UEFA, al disputar el partido de semifinales de la competición con su club, el Olympique de Lyon, frente al Bayern de Múnich, con tan solo 17 años y 2 días.
El 10 de junio de 2025, tras disputar 185 partidos y marcar 29 goles, fue traspasado al Manchester City F. C. por una cantidad que podía alcanzar los 42.5 millones de euros.

## Selección nacional
Debutó con la selección de Francia el 5 de junio de 2025 en las semifinales de la Liga de Naciones de la UEFA 2024-25 ante España. Marcó un gol y dio una asistencia pero fueron los españoles quienes ganaron por cinco a cuatro.

## Estadísticas

### Clubes
Actualizado al último partido disputado el 16 de agosto de 2025.
| Club                             | Div.          | Temporada     | Liga  | Liga  | Liga   | Copas nacionales | Copas nacionales | Copas nacionales | Copas internacionales | Copas internacionales | Copas internacionales | Total | Total | Total  |
| Club                             | Div.          | Temporada     | Part. | Goles | Asist. | Part.            | Goles            | Asist.           | Part.                 | Goles                 | Asist.                | Part. | Goles | Asist. |
| -------------------------------- | ------------- | ------------- | ----- | ----- | ------ | ---------------- | ---------------- | ---------------- | --------------------- | --------------------- | --------------------- | ----- | ----- | ------ |
| Olympique de Lyon II Francia     | 4.ª           | 2019-20       | 10    | 5     | 1      | —                | —                | —                | —                     | —                     | —                     | 10    | 5     | 1      |
| Olympique de Lyon II Francia     | 4.ª           | 2020-21       | 1     | 0     | 0      | —                | —                | —                | —                     | —                     | —                     | 1     | 0     | 0      |
| Olympique de Lyon II Francia     | 4.ª           | 2021-22       | 2     | 0     | 0      | —                | —                | —                | —                     | —                     | —                     | 2     | 0     | 0      |
| Olympique de Lyon II Francia     | Total club    | Total club    | 13    | 5     | 1      | 0                | 0                | 0                | 0                     | 0                     | 0                     | 13    | 5     | 1      |
| Olympique de Lyon Francia        | 1.ª           | 2019-20       | 6     | 0     | 0      | 5                | 3                | 2                | 2                     | 0                     | 0                     | 13    | 3     | 2      |
| Olympique de Lyon Francia        | 1.ª           | 2020-21       | 27    | 1     | 3      | 3                | 3                | 1                | 0                     | 0                     | 0                     | 30    | 4     | 4      |
| Olympique de Lyon Francia        | 1.ª           | 2021-22       | 16    | 0     | 1      | 0                | 0                | 0                | 4                     | 2                     | 2                     | 20    | 2     | 3      |
| Olympique de Lyon Francia        | 1.ª           | 2022-23       | 34    | 4     | 6      | 5                | 1                | 0                | —                     | —                     | —                     | 39    | 5     | 6      |
| Olympique de Lyon Francia        | 1.ª           | 2023-24       | 33    | 1     | 6      | 6                | 2                | 3                | —                     | —                     | —                     | 39    | 3     | 9      |
| Olympique de Lyon Francia        | 1.ª           | 2024-25       | 30    | 8     | 11     | 2                | 0                | 1                | 12                    | 4                     | 8                     | 44    | 12    | 20     |
| Olympique de Lyon Francia        | Total club    | Total club    | 146   | 14    | 27     | 21               | 9                | 7                | 18                    | 6                     | 10                    | 185   | 29    | 44     |
| Manchester City F. C. Inglaterra | 1.ª           | 2024-25       | —     | —     | —      | —                | —                | —                | 4                     | 1                     | 1                     | 4     | 1     | 1      |
| Manchester City F. C. Inglaterra | 1.ª           | 2025-26       | 1     | 1     | 0      | 0                | 0                | 0                | 0                     | 0                     | 0                     | 1     | 1     | 0      |
| Manchester City F. C. Inglaterra | Total club    | Total club    | 1     | 1     | 0      | 0                | 0                | 0                | 4                     | 1                     | 1                     | 5     | 2     | 1      |
| Total carrera                    | Total carrera | Total carrera | 160   | 20    | 28     | 21               | 9                | 7                | 22                    | 7                     | 11                    | 203   | 36    | 46     |

### Selección nacional

#### Goles internacionales
| N.º | Fecha              | Estadio                       | Rival  | Gol | Resultado | Competición                                          |
| --- | ------------------ | ----------------------------- | ------ | --- | --------- | ---------------------------------------------------- |
| 1   | 5 de junio de 2025 | MHPArena, Stuttgart, Alemania | España | 5-2 | 5-4       | Fase final de la Liga de Naciones de la UEFA 2024-25 |

## Palmarés

### Torneos internacionales
| Título           | Equipo               | Sede  | Año  |
| ---------------- | -------------------- | ----- | ---- |
| Juegos Olímpicos | Selección de Francia | París | 2024 |